# Ernesto Mauri
Prof. Dr. Ernesto Mauri ( 1791 - 1836 ) fue un botánico y micólogo italiano.
Realizó un importante aporte con Florae romanae en coautoría con F. Antonio Sebastiani (1782-1821). Llegó a director del Jardín Botánico de Roma, y profesor de Botánica.

## Honores

### Epónimos
- (Geraniaceae) Pelargonium maurii Dehnh.[1]
- (Orchidaceae) Orchis mauri Jord. ex Cortesi 1903[2]

- La abreviatura «Mauri» se emplea para indicar a Ernesto Mauri como autoridad en la descripción y clasificación científica de los vegetales.[3]